# Barebone

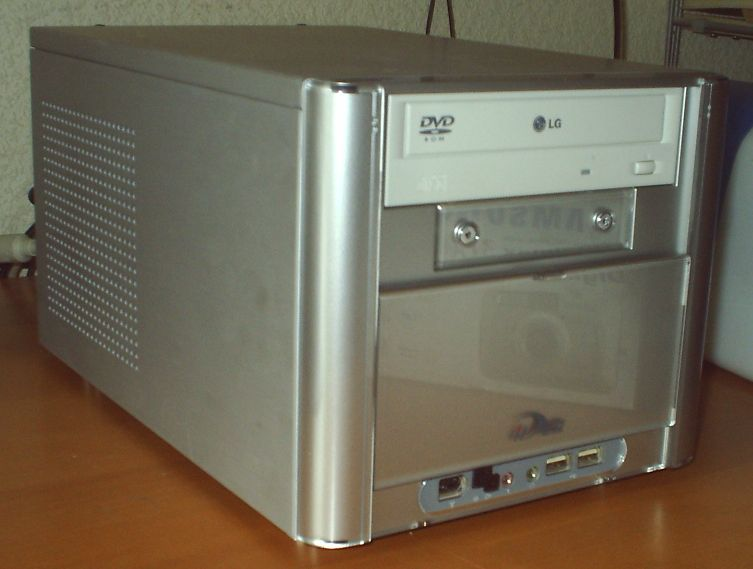
Er zijn veel barebone-pc's met kleine afmetingen

Een barebone is een nog niet volledige pc die bestaat uit de systeemkast, het moederbord, de elektrische voeding en ventilatie.
De koper van een barebonecomputer moet nog een geheugenkaart, een processor, een harde schijf en soms gewenste in- en outputkaarten (videokaart, netwerkkaart, geluidskaart) toevoegen om er een werkende pc van te maken.
Bij de meeste barebones zijn geluid-, netwerk- en FireWire-kaarten reeds in het moederbord geïntegreerd. Als het model tevens VGA onboard bevat, ontbreekt vaak het AGP- of PCI Express-slot. Ze hebben meestal ook maar één PCI-sleuf.